# Дюймовочка
«Дюймо́вочка», «Цали́нка», «Мизи́ночка» (дан. Tommelise, від tomme — «палюх», «дюйм») — казка данського письменника та поета Ганса Крістіана Андерсена. Вперше опублікована 16 грудня 1835 року в Копенгагені, Данія.

## Сюжет
Одна жінка виростила квітку, там виявилася крихітна прекрасна дівчинка зростом не більше людського пальця, тому жінка назвала її Дюймовочкою. Дівчинка була дуже симпатичною і це якось зауважила жаба. Вона вирішила, що Дюймовочка може стати прекрасною парою для її сина. Дочекавшись півночі, жаба викрала дівчинку, щоб доставити її до свого сина. Син жаби був зачарований красою дівчинки. Щоб вона не змогла втекти, він помістив Дюймовочку на лист водяної лілії. Однак на допомогу дівчинці прийшли риби, які перегризли стовбур лілії, а метелик, якому сподобалася Дюймовочка, впрягся в її поясок і полетів, потягнувши за собою лист по воді. Поки метелик тягнув лист з Дюймовочкою, жук перехопив її і поніс до себе. Метелик залишився прив'язаним до листка. Дюймовочка дуже шкодувала його — адже він не міг сам звільнитися, і йому загрожувала смерть.
Жук привіз Дюймовочку, своїм знайомим і друзям. Але дівчинка їм не сподобалася, адже у жуків були свої поняття про красу. Бідна Дюймовочка залишилася жити в лісі. Так вона прожила все літо, і осінь, а як наближалася зима, дівчинка стала замерзати. На щастя, замерзлу Дюймовочку виявила польова миша, яка прихистила її у себе в нірці. Потім миша вирішила продати дівчинку своєму багатому сусідові — кроту. Кріт був дуже заможний і настільки ж скупий. Дюймовочка сподобалася йому, і він погодився подумати про одруження. Кріт показав Дюймовочці свої підземні «палаци» і багатства. В одній з галерей дівчинка виявила мертву ластівку. Однак виявилося, що ластівка була просто дуже слабка. Дюймовочка потай від миші і крота стала піклуватися про неї. Настала весна. Ластівка зовсім одужала і, подякувавши Дюймовочці, вилетіла назовні з нори крота.
Тим часом, кріт остаточно визначився з бажанням і наказав дівчинці шити придане. Дюймовочці було дуже сумно і прикро, адже їй дуже не хотілося виходити за крота. Настав день весілля. Дюймовочка вирішила вийти в останній раз на світло і попрощатися із сонечком. У цей момент над полями пролітала та сама ластівка. Вона забрала Дюймовочку із собою в теплі краї, врятувавши її тим самим від скупого і корисливого крота.
У теплих краях Дюймовочка оселилася у квітці. Вона познайомилася з королем ельфів. Ельф і Дюймовочка відразу ж полюбили один одного і стали чоловіком і дружиною. Так Дюймовочка стала королевою ельфів.

## Український переклад
У виданій 1873 року збірці казок Андерсена Михайло Старицький переклав ім'я головної героїні як Цалинка, від старого українського слова цаль, що використовувалося на позначення дюйму. Марія Грінченко у своєму перекладі початку 20-го століття назвала її Мизиночкою. За радянської доби Оксана Іваненко переклала цю назву, як Дюймовочка. Так само називається головна героїня і у більш сучасному перекладі Галини Кирпи.